# Харингтон, Николас
Николас Харингтон (англ. Nicholas Harrington; приблизительно 1344 или 1345 — приблизительно 1403 или до 8 февраля 1404) — английский рыцарь, влиятельный землевладелец в северной части королевства, депутат парламента в 1372, 1377, 1379, 1386 и 1402 годах как рыцарь от графства Ланкашир. С 1379 года занимал должность шерифа Ланкашира.

## Биография
Николас Харингтон принадлежал к младшей ветви старинного рыцарского рода, представители которого владели землями в северных графствах. Его отец, сэр Джон Харингтон из Хорнби, младший сын Джона Харингтона, 1-го барона Харингтона, благодаря удачному браку с Кэтрин Банастр приобрёл значительные владения в Ланкашире и Уэстморленде и трижды избирался в парламент от Ланкашира. Николас родился приблизительно в 1344 году и стал третьим сыном. Его родители умерли в августе 1359 года, с интервалом в одну неделю. Вскоре умерли молодыми и бездетными старшие братья Николаса, Роберт и Томас, так что в августе 1361 года всё наследство перешло к нему.
На время несовершеннолетия Николаса право управлять его владениями и устроить его брак получил один из сыновей короля Эдуарда III Джон Гонт, вскоре передавший это право Джеймсу Пикерингу. Последнему пришлось противостоять сэру Уильяму де Феррерсу, который попытался установить контроль над землями Харингтонов. Победа в этой борьбе осталась за опекуном; в октябре 1365 года Николас получил всё родительское наследство. Известно, что в 1367—1368 годах он находился на континенте (король выдал ему специальное разрешение покинуть Англию). В апреле 1369 года, уже посвящённый в рыцари, Харингтон на два года отправился в Ирландию в свите сэра Уильяма Виндзора.
Не позже 1369 года сэр Николас женился на младшей дочери сэра Уильяма Инглиша, богатого рыцаря, владевшего поместьями в Камберленде, Уэстморленде, Кембриджшире и Хантингдоншире. Большая часть этих земель после смерти сэра Уильяма (август 1369) перешла к сыну его старшей дочери. Однако точно известно, что Окингтон в Кембриджшире и дома в Карлайле отошли жене Харингтона; возможно, два поместья в Камберленде, которые упоминаются в источниках как владения сэра Николаса, тоже были частью её наследства.
Расширению владений Харингтона сопутствовал рост его влияния на всём северо-западе Англии. В 1372 году он был избран в парламент как рыцарь от графства Ланкашир; затем его избирали в 1377, 1379, 1386 и 1402 годах. Однако депутатская деятельность не мешала сэру Николасу нарушать закон, если он считал это нужным. Самый известный эпизод его биографии — вражда с одним из соседей, Ральфом Дакром, 3-м бароном Дакром. В 1373 году Харингтон во главе большого вооружённого отряда совершил набег на земли Дакра близ Карлайла и нанёс им серьёзный ущерб. Для расследования была создана королевская комиссия, но никто не был наказан; между тем вражда продолжалась. В августе 1375 года барон Дакр был убит в собственной спальне, и историки практически уверены, что убийство было организовано Харингтоном и братом барона, Хью. Обоих арестовали и отправили в Тауэр. Архиепископ Йоркский даже отлучил их от церкви, но спустя год они вышли на свободу, а подозрения были с них сняты.
Весной 1379 года сэр Николас получил должность шерифа Ланкашира. В 1380 году благодаря покровительству Джона Гонта, герцога Ланкастерского, он стал ещё и главным лесничим Квернмора. Историки относят Харинтона к членам неофициального совета, управлявшего обширными владениями Гонта в северных графствах и обладавшего неформальными властными полномочиями во всём Ланкашире. Известно, что он не раз занимался браконьерством в герцогских лесах, но Джон закрывал на это глаза. В 1393 и (предположительно) 1397 годах герцог предоставил сэру Николасу полное помилование за любые преступления.
После смерти жены Харингтон женился во второй раз — на богатой дважды вдове Джоан Венейблс. По слухам, эта женщина жестоко обходилась со своим первым мужем, сэром Томасом Лэтомом, когда он умирал, и открыто сожительствовала с любовником, Роджером Фазакерли, с которым обвенчалась после спешных похорон Лэтома. Одна из четырёх дочерей Джоан и сэра Томаса стала женой одного из сыновей сэра Николаса.
Харингтон умер до 8 февраля 1404 года.

## Потомки
В браке Николаса Харингтона и Изабель Инглиш, дочери сэра Уильяма Инглиша, родились:
- Уильям (примерно 1365—1440)[3], кавалер ордена Подвязки[1];
- Джеймс[1];
- Николас[1];
- Изабель, жена сэра Томаса Тунсталла[4].